# 郡山市立小山田小学校
郡山市立小山田小学校（こおりやましりつ おやまだしょうがっこう）は福島県郡山市大槻町にある公立小学校である。

## 概要
1977年（昭和52年）4月1日 - 郡山市の都市計画と人口急増対策に基づき学区改正により桑野小、大槻小、片平小、大成小、富田小の児童の一部を収容し、郡山市立小山田小学校として開校。

## 主な進学先
- 郡山市立大槻中学校
- 郡山市立郡山第六中学校
- 郡山市立片平中学校

## 周辺の施設

### 教育
- 小山田幼稚園
- 福島県立郡山高等学校

### 商業施設
- ヨークタウン大槻
- ヨークベニマル希望が丘店
- GEO小山田店
- コメリ希望が丘店

### 総合公園
- 大槻公園